# Мирчо Кипрев
Владимир (Мирчо) Кипрев (Кипров) Максев е български революционер, войвода на Вътрешната македоно-одринска революционна организация.

## Биография
Кипрев е роден в 1880 година в разложкото градче Мехомия, тогава в Османската империя (днес град Разлог, България) в семейството на Елена и Кипре Максев, революционер и общественик. Братовчед му Иван Кипров, осиновен от баща му, е виден български лекар. Основно и прогимназиално образование получава в Мехомия, след което учи в Севлиевското педагогическо училище или в Сярското педагогическо училище. В 1901/1902 година е учител в Мехомия.
През пролетта на 1903 година става нелегален в четата на Гоце Делчев. Избран е за драмски районен войвода на ВМОРО, начело на чета от 7 - 8 души. През лятото на 1903 година е делегат на Драмския район на конгреса на Серския революционен окръг.
През септември същата година четата му е предадена при река Прасалъка, между Калапот (днес Панорама) и Горенци (Кали Вриси) и в завързалото се сражение с турски войски Кипрев е тежко ранен, и за да не попадне във вражески ръце се самоубива.
В родния му дом – Кипревата къща, е уредена музейна сбирка на занаятите в Разлога. На входа е поставена паметна плоча с текст: „В този дом през лятото на 1869 година Васил Левски основа революционен комитет“. В съседство е паметната плоча за  Мирчо Кипрев: „Тук е роден Мирчо Кипрев (драмски войвода), загинал в сражение през Илинденското въстание при с. Калапот, Драмско на 16 септември 1903 год.“.